# Menesia sulphurata
Menesia sulphurata là một loài bọ cánh cứng trong họ Cerambycidae.